# Marie-Victorin
Pour les articles homonymes, voir Marie-Victorin (homonymie) et Kirouac.
Frère Marie-Victorin, né Conrad Kirouac le 3 avril 1885 à Kingsey Falls, Québec, et mort le 15 juillet 1944 à Saint-Hyacinthe, est un religieux, botaniste, enseignant, professeur d'université, intellectuel et écrivain québécois du XXe siècle. Il est surtout connu pour ses travaux en botanique qui ont culminé avec la publication de sa Flore laurentienne et l'élaboration de l'herbier Marie-Victorin. Il est le fondateur du Jardin botanique de Montréal. Il est également associé à la fondation de l'Association canadienne-française pour l'avancement des sciences, créée en 1923 à Montréal.

## Biographie

### Milieu familial
Conrad est le fils de Cyrille Kirouac, un commerçant, et de Philomène Luneau. Il a cinq sœurs, dont Adelcie, connue sous le nom de mère Marie-des-Anges, cofondatrice du deuxième collège classique pour filles au Québec en 1925, le Collège Jésus-Marie de Sillery à Québec, ainsi que quatre frères, tous morts en bas âge. Il aura lui-même, tout au long de sa vie, une santé précaire. Lorsque Conrad a cinq ans, la famille s'installe à Québec, dans le quartier Saint-Sauveur. Cyrille devient marchand de farines et de grains, en intégrant l'entreprise fondée par son père, la F. Kirouac et Fils.

### Formation et enseignement collégial
Conrad fait toutes ses études dans des institutions des Frères des écoles chrétiennes. Il suit son cours primaire à l'école de Saint-Sauveur, puis étudie à l’Académie commerciale de Québec à partir de 1898. Fortement marqué par l’œuvre d'éducation de cette communauté religieuse, il décide d'en faire partie, allant ainsi à l'encontre du souhait de son père qui le voyait plutôt suivre ses traces.
En juin 1901, à l’âge de 16 ans, il entre au noviciat du Mont-de-La-Salle à Montréal, sur l'emplacement même du futur Jardin botanique, où il se joint aux Frères des écoles chrétiennes et adopte le nom en religion de frère Marie-Victorin. Il se consacrera dorénavant à l'enseignement primaire et secondaire. Il commence à enseigner au Collège Saint-Jérôme en 1903. C'est durant cette période, alors qu'il est en convalescence après une crise hémorragique due à la tuberculose, qu'il développe un engouement durable pour la botanique à la suite de la lecture la Flore canadienne (1862) de l’abbé Léon Provancher. Dès l'année suivante, il organise des excursions afin de recueillir des spécimens végétaux.

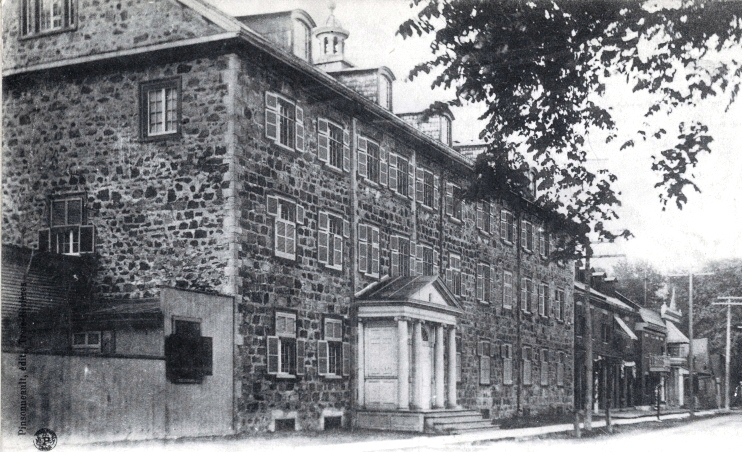
Le Collège de Longueuil, dans l'ancienne maison du curé Chaboillez, occupée par les Frères des Écoles Chrétiennes jusqu'en 1910.

Après son passage à Saint-Jérôme, Marie-Victorin est envoyé au Collège Saint-Léon de Westmount, avant d’être enseignant au Collège de Longueuil, où il demeure de 1904 à 1920. Nationaliste, il y fonde le cercle littéraire Cercle La Salle, affilié plus tard à l'Association catholique de la jeunesse canadienne-française, permettant aux jeunes de développer leur sentiment nationaliste en participant à des représentations théâtrales mettant en scène des personnages historiques de la Nouvelle-France. Il écrit lui-même plusieurs pièces à saveur nationaliste, dont Charles Le Moyne (1910), un drame historique en trois actes, et Peuple sans histoire (1918), une nouvelle historique au sujet du rapport Durham.
En 1908, après quelques années d'herborisation, il publie un premier article scientifique dans Le Naturaliste canadien: « Addition à la flore d’Amérique ». Un second article paraît l'année suivante: « Contribution à l’étude de la flore de la province de Québec ». Marie-Victorin commence à tisser des liens avec des spécialistes en botanique nord-américains, comme Merritt L. Fernald, professeur à l’Université Harvard, et Francis Lloyd de l’Université McGill. Il publie en 1916 une première monographie scientifique : Flore du Témiscouata.
Yves Gingras résume bien cette première partie de la carrière de Marie-Victorin: « Jusqu’en 1920, année charnière qui le fait basculer subitement de l’enseignement secondaire à l’enseignement universitaire, Marie-Victorin s’intéresse autant à la littérature qu’à la nature. Par la suite son énergie sera entièrement consacrée à ses combats pour le développement scientifique du Québec ».

### Carrière scientifique
En 1920, un tournant décisif survient dans la carrière de Marie-Victorin. Il est nommé professeur agrégé de botanique à l’Université de Montréal lors de la création de la Faculté des sciences. Selon Yves Gingras, « à partir de ce moment, on peut même dire que sa biographie se confond avec l'histoire du mouvement scientifique des années 1920 et 1930 ».

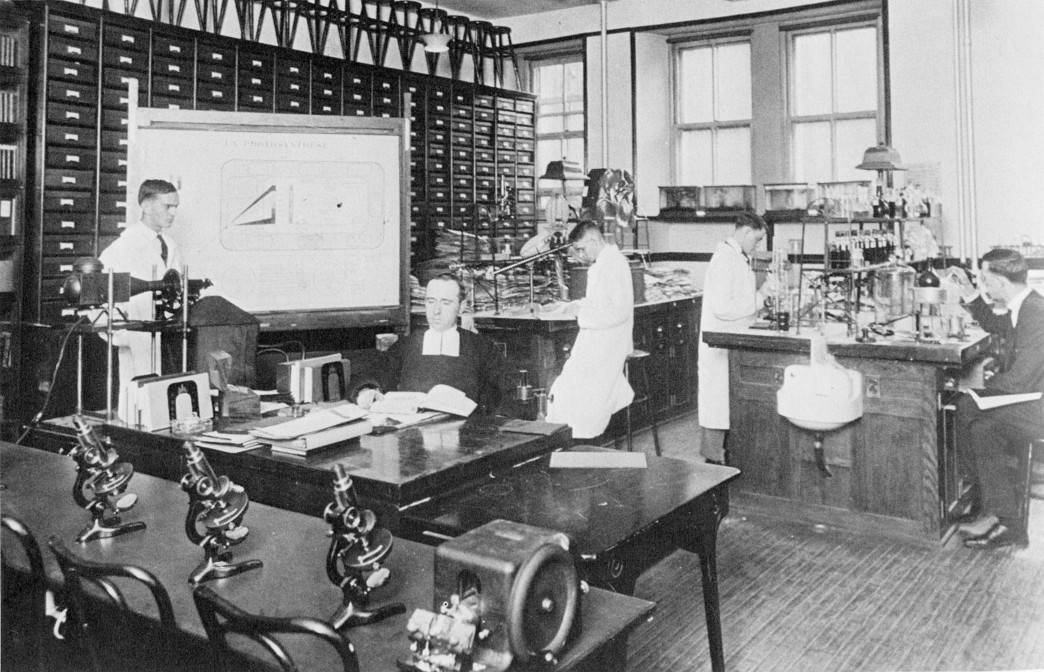
Marie-Victorin dans son laboratoire à la faculté des sciences de l'Université de Montréal (vers 1925)

Même s'il n'a pas de diplôme universitaire et qu'il est autodidacte, sa crédibilité est déjà établie au sein de la discipline. Depuis 1908, rappelle Pierre Couture, « il a publié 39 notes, articles et un ouvrage scientifique sur la flore de la province de Québec et une soixantaine d’articles de vulgarisation ». En 1922, il soutient sa thèse de doctorat, « les Filicinées du Québec », et devient par la suite professeur titulaire. Jusqu'en 1928, il continuera à enseigner à temps partiel au Collège de Longueuil, même s'il consacre alors le plus clair de son temps à la recherche scientifique. 
En 1920, il fonde le Laboratoire de botanique de l'Université de Montréal, qui deviendra en 1931 l'Institut de botanique. Il en sera le directeur jusqu'à sa mort. Il pourra former une nouvelle génération de chercheurs et aura pour le seconder dans son travail une équipe de collaborateurs.
Dès 1922, Marie-Victorin et ses collègues de la Société de biologie de Montréal se réunissent et se fixent pour objectif «l'étude et la vulgarisation des sciences biologiques, le développement des travaux de recherche et l'établissement de rapports scientifiques entre les biologistes canadiens et étrangers». Ces prémisses jettent les bases de l'Association canadienne-française pour l'avancement des sciences (ou Acfas), qui entend coordonner le foisonnement des associations et sociétés savantes scientifiques de l'époque. Le Dr Léo Pariseau en assume la présidence. Marie-Victorin, pour sa part, en est le premier secrétaire.

« Pour grouper les forces et coordonner les travaux, pour stimuler et diriger, pour multiplier les points de contact entre des spécialités et des spécialistes qui risqueraient de s'ignorer et de se méconnaître, de grandes organisations dites "associations pour l'avancement des sciences" ont été créées un peu partout. On connaît les associations française, anglaise et américaine. Il y en a d'autres. La dernière-née est l'Association canadienne-française pour l'avancement des sciences. C'est un pas en avant décisif que nous venons de faire. C'est la mise en faisceau de nos modestes ressources, et la mise en valeur dans tous les domaines scientifiques des talents et des bonnes volontés qui ne manquent pas. Chez une nation si jeune d'espoir, [...] nul ne peut prévoir la portée d'une telle création. Nous savons seulement que désormais des cadres sont dressés, où vont s'organiser les travaux et les études de nos compatriotes. Nous savons encore que ce séculaire isolement du travailleur scientifique, isolement splendide mais désastreux, va cesser. »

— Marie-Victorin

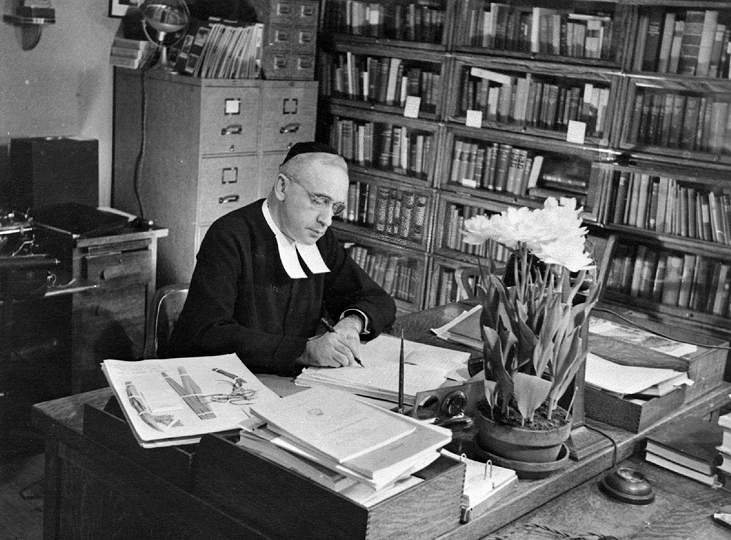
Marie-Victorin dans son bureau à l'Université de Montréal (vers 1944)

En 1923, il fonde aussi la Société canadienne d'histoire naturelle, qui deviendra en quelque sorte la section botanique de l'Acfas. Il en sera d'abord le secrétaire puis, de 1925 à 1940, le président. Afin de diffuser les connaissances scientifiques auprès de la population en général, le frère Adrien Rivard, membre de la Société, crée en 1931 les Cercles des jeunes naturalistes, qui deviendront très vite populaires.

#### La création du Jardin botanique de Montréal

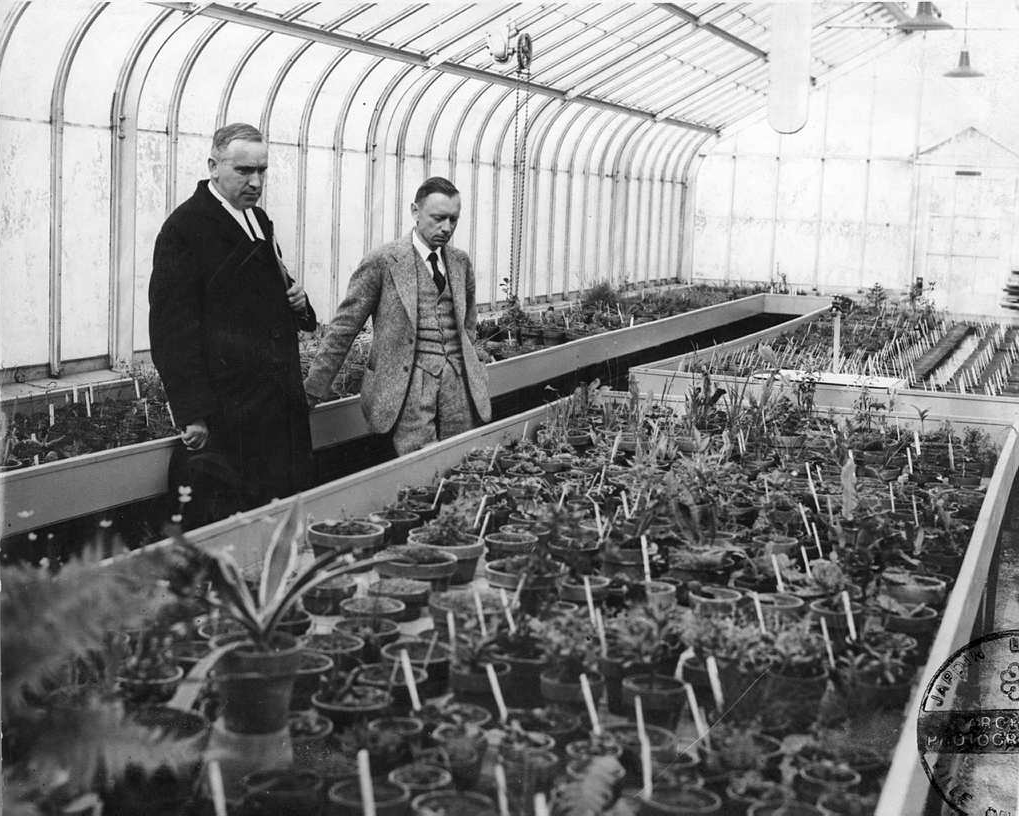
Henry Teuscher avec le frère Marie-Victorin dans une serre du Jardin botanique de Montréal en 1936

C'est à la fin des années 20 que Marie-Victorin entame ce qui sera le combat principal de sa vie: l'ouverture à Montréal d'un jardin botanique. Il en avait déjà discuté dans un article publié dans l'Action française, en 1919. C'est toutefois en 1929, au retour d'un long voyage à travers l'Europe, l'Afrique et le Moyen-Orient, qu'il formule toutefois plus clairement son projet, dans une entrevue publiée dans Le Devoir.

« [...] le Frère revient "pénétré de la nécessité pour une ville comme Montréal et pour une université comme celle de Montréal, d'avoir un grand jardin botanique scientifiquement organisé, où l'étudiant comme l'amateur puissent apprendre quelque chose, où le peuple puisse goûter cette joie intime et pure qui montre d'un grand jardin où sont réunies pour la science et pour l'Art les grandes merveilles de Dieu. Des villes comme Cologne, le Cap, le Caire, des centres perdus comme Orotaba (Iles Canaries) ont d'admirables jardins botaniques. Pourquoi pas Montréal?" »

— Émile Benoist
L'année suivante, en 1930, la Société canadienne d’histoire naturelle crée, sous sa présidence, l’Association du Jardin botanique de Montréal. Afin de mener à terme la réalisation de cette œuvre, il met à profit son vaste réseau d'amis et de contacts. Il bénéficie d'ailleurs d'un allié de taille: son ami le maire de Montréal Camilien Houde, un de ses anciens élèves du Collège de Longueuil. La création du Jardin botanique, qui conjugue tourisme, enseignement et recherche scientifique, est ajoutée à son programme électoral de 1930, et le projet est officiellement lancé l'année suivante. Cependant, la défaite de Camilien Houde face à Fernand Rinfret en 1932 freine l'avancement des travaux. Le maire défait est de nouveau élu en 1934 mais la reprise des travaux tarde encore. En 1935, lors du lancement de la Flore laurentienne, Marie-Victorin s'adresse publiquement à Camilien Houde, présent à l'évènement, pour lui enjoindre de reprendre la construction du jardin botanique: « Bientôt on célébrera le troisième centenaire de Montréal. À la ville, à votre ville, il vous faudra faire un royal cadeau. Mais Montréal, c'est Ville-Marie! C'est une femme, et je suis sûr que cela vous émeut déjà! Vous ne pouvez tout de même pas lui offrir un égout collecteur ou un poste de police... Alors, pardieu! Mettez des fleurs à son corsage! Jetez dans ses bras toutes les roses et tous les lis des champs! ».
En 1936, l'élection à Québec de Maurice Duplessis, lui aussi un bon ami de Marie-Victorin, donne un nouvel essor au projet, qui est ajouté à la liste des travaux de chômage. L'aide du gouvernement provincial s'avère d'ailleurs considérable: à la veille de la défaite du gouvernement Duplessis, en 1939, elle s'élève à plus de 6 000 000$. Dès 1936, le chantier du Jardin botanique devient l'un des plus importants de Montréal. En octobre de cette année, jusqu'à 700 ouvriers y sont affectés. Grâce à ce soutien, les travaux reprennent, et le site ouvre enfin au public en 1939. La même année, Marie-Victorin y installe même l'Institut de botanique de l'Université de Montréal, car la construction des nouveaux édifices de l'établissement, sur le mont Royal, n'est pas encore achevée.

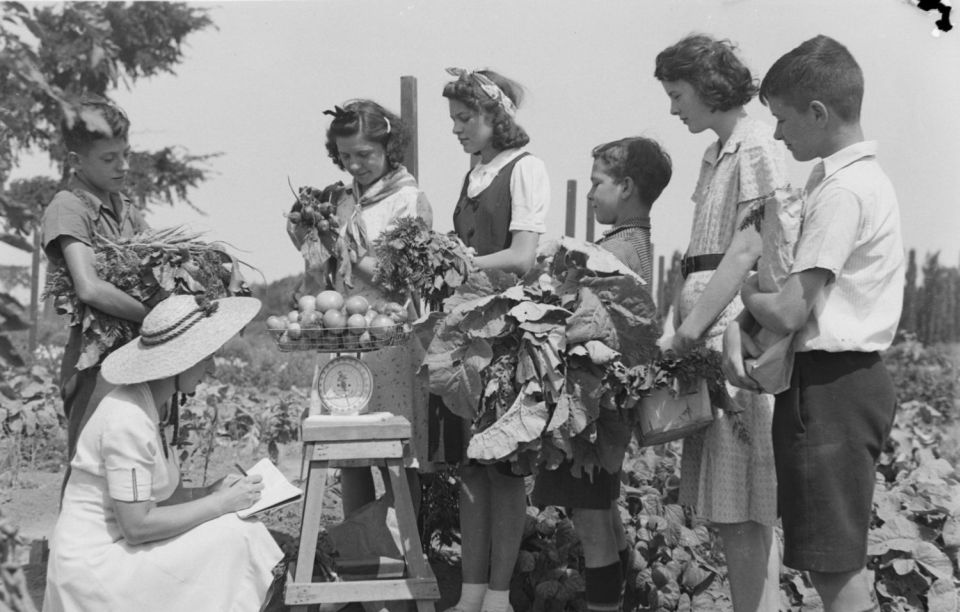
Une activité avec des apprentis jardiniers au Jardin botanique de Montréal (7 août 1941)

La défaite de Maurice Duplessis aux élections provinciales de 1939 menace de nouveau l'existence du Jardin botanique. Le nouveau Premier ministre, Adélard Godbout, ne veut pas donner son appui à un projet initié sous le précédent gouvernement, et s'offusque de l'investissement de millions de dollars pour « quelques fougères dans un jardin ». À peine inauguré, le Jardin botanique doit suspendre ses activités durant un temps. En juin 1940, le gouvernement suspend le salaire des jardiniers qui y travaillent. C'est aussi à cette époque que le gouvernement fédéral, alors que la Seconde Guerre mondiale fait rage, s'intéresse aussi au site, qu'il considère réquisitionner pour en faire un centre d'entrainement pour l'armée. L'année suivante, le gouvernement provincial songe aussi à installer certains de ses services dans les locaux du Jardin botanique, qui lui appartiennent.
Lorsque les négociations entre l'administration municipale et le gouvernement Godbout échouent, ce dernier suspend même entièrement le financement du Jardin botanique. Ce n'est qu'en 1942 que la situation est enfin réglée, grâce à l'intervention, notamment, du journaliste Louis Dupire et, surtout, d'Honoré Parent, alors directeur des services de Montréal. À la suite d'un échange de bâtiments avec le gouvernement provincial, l'administration municipale devient la seule propriétaire du Jardin botanique.
Ces obstacles, toujours franchis mais qui ralentissent depuis une décennie la finalisation du projet, éprouvent Marie-Victorin, qui fait part en 1940 de sa frustration à sa sœur Adelcie: « Ça a été une terrible lutte mais nous avons trouvé d’excellents et puissants amis, qui ont fait les pressions nécessaires. Dans le monde tel qu’il est fait, il est absolument inutile d’avoir raison : il faut surtout avoir des rouleaux à vapeur pour passer sur le dos des agresseurs ». Or, le projet de Marie-Victorin est bel et bien une réussite, malgré les remises en question du gouvernement Godbout. Outre sa vocation récréative et touristique, le Jardin botanique devient rapidement un centre d'enseignement offrant des cours d'horticulture ainsi qu'un important centre de recherche.

#### Les séjours à Cuba
À partir de 1938, Marie-Victorin fait plusieurs séjours annuels à Cuba auprès de son ami le frère Léon, un réputé botaniste avec qui il correspond depuis plusieurs décennies. Il partage avec son confrère, lui aussi frère des Écoles chrétiennes, une passion commune pour la nature, comme en témoigne l'importante correspondance ponctuée d'échanges de spécimens locaux qu'ils entretiennent à partir de 1907. Le frère Léon est d'ailleurs à la flore cubaine ce que son comparse canadien-français est à celle du Québec: sa Flora de Cuba, encore aujourd'hui, est un ouvrage de référence sur le sujet.
Marie-Victorin entretient longtemps l'idée de se rendre à Cuba , mais sa santé l'empêche toujours. Ces échanges épistolaires se poursuivent durant près de 30 ans avant que les deux botanistes se rencontrent en personne pour la première fois, en décembre 1938. Ce premier séjour, qui dure jusqu'en mars 1939, s'avère extrêmement enrichissant. À peine revenu en Floride, Marie-Victorin s'empresse d'écrire à son ami pour lui en faire part.

« Mon cher frère Léon. Il y a déjà plus de quinze jours que, vous ayant serré la main une dernière fois au débarcadère, j'ai vus s'éloigner graduellement la ligne d'horizon de la Havane, le Capitole, le Malacon, et la longue ligne de Ficus du Prado. Vous le dirai-je? Je m'étais déjà tellement attaché à votre beau pays; je laissais derrière moi tant et de si chers amis, que dans mon fauteuil sur le pont, j'ai versé de vraies larmes, tout en pensant que c'était bien indigne d'un homme de cinquante-quatre ans! [...]
Ma santé n'est pas très reluisante; je souffre de troubles de muqueuses nasales, qui sont probablement dus à notre affreux climat, et qui me font désirer davantage l'hiver habanais. Je ne sais pas encore si je pourrai sauter trois mois dangereux en les passant avec vous. Si je me décide, et si c'est possible, ce sera un peu plus tard, afin de revenir l'hiver canadien complètement passé. Que pensez-vous de cette idée: février, mars et avril? »

— Marie-Victorin
Durant ces voyages, qu'il effectue jusqu'à sa mort en 1944, Marie-Victorin porte un très grand intérêt à la flore de l'île, mais aussi à ceux qui l'habitent. Il cherche aussi à échapper à l'hiver québécois et à ménager sa santé fragile. Les nombreuses excursions qu'il fait à travers l'île résultent dans la publication conjointe, avec le frère Léon, des Itinéraires botaniques dans l’île de Cuba, publié en trois tomes en 1942, 1944 et, à titre posthume, en 1956. Marie-Victorin y mélange observations botaniques et ethnographiques, s'abandonnant souvent à des réflexions sur le « phénomène humain ».

### Un intellectuel avant-gardiste
Dès sa jeunesse, Marie-Victorin est un nationaliste convaincu. En janvier 1910, il est parmi ceux qui saluent la fondation du journal Le Devoir par Henri Bourassa. En 1915, il commence à y écrire des « billets du soir » sous le pseudonyme « M. Son Pays », pour « faire passer d’utiles vérités ». Il s'y révèle très concerné par le sort du peuple canadien-français. Cette collaboration avec le quotidien nationaliste durera jusqu'à sa mort.  
Toute sa vie, Marie-Victorin a aussi insisté sur l'importance du savoir scientifique et sur la manière dont celui-ci permettrait au peuple canadien-français d'acquérir une indépendance intellectuelle et économique. Il écrit, par exemple, dans Le Devoir :  

« Nous ne serons une véritable nation que lorsque nous cesserons d'être à la merci des capitaux étrangers, des experts étrangers, des intellectuels étrangers: qu'à l'heure où nous serons maîtres par la connaissance d'abord, par la possession physique ensuite, des ressources de notre sol, de sa faune et de sa flore. Pour cela, il nous faut un plus grand nombre de physiciens et de chimistes, de biologistes et de géologues compétents. »

— Marie-Victorin
Pour lui, l'indifférence des Canadiens français envers les sciences naturelles est troublante. Dans un essai publié en 1917, son premier grand texte d'opinion, il écrit: « Nous voudrions d’abord indiquer brièvement : que cette indifférence est injustifiable; qu’elle est nuisible et a nui en effet au progrès économique dans la province de Québec; qu’enfin les sciences naturelles ont une haute valeur éducative qui leur assure une place importante et bien déterminée dans la culture générale ». Il considère cette attitude, qu'il s'explique mal puisque le Québec jouit d'une immense richesse naturelle, comme l'un des principaux problèmes affligeant les Canadiens français: « Les empiétements, les envahissements de l'anglais sur le français dont nous nous plaignons dans le commerce, l'industrie et les services publics, ne sont rien à côté de ceux dont fatalement, et uniquement par notre incurable indifférence, nous sommes affligés sur le terrain scientifique ». C'est pour cette raison que le Jardin botanique devient, dès ses débuts, un lieu d'enseignement visant à initier la population à la botanique. Grand vulgarisateur, c'est aussi dans cette même optique qu'il anime, vers la fin de sa vie, une chronique de botanique, la Cité des plantes, à l'émission Radio-Collège sur les ondes de Radio-Canada. Dans ces chroniques, il laisse libre cours à ses envolées poétiques:

« Dédaigneux des sols gras, le pin blanc plonge tout l’être, subtil effort de ses racines, dans le sable aride redouté de ses frères. Ainsi arc-bouté sur le ciel et hanté sur la terre, l’arbre immense est un élan retenu dans sa course par des attaches nécessaires et profondes. Il est la surrection permanente d’un grand corps vivant hors de la matière inanimée et muette. Il est l’effort victorieux. Il est la vie. »

— Marie-Victorin

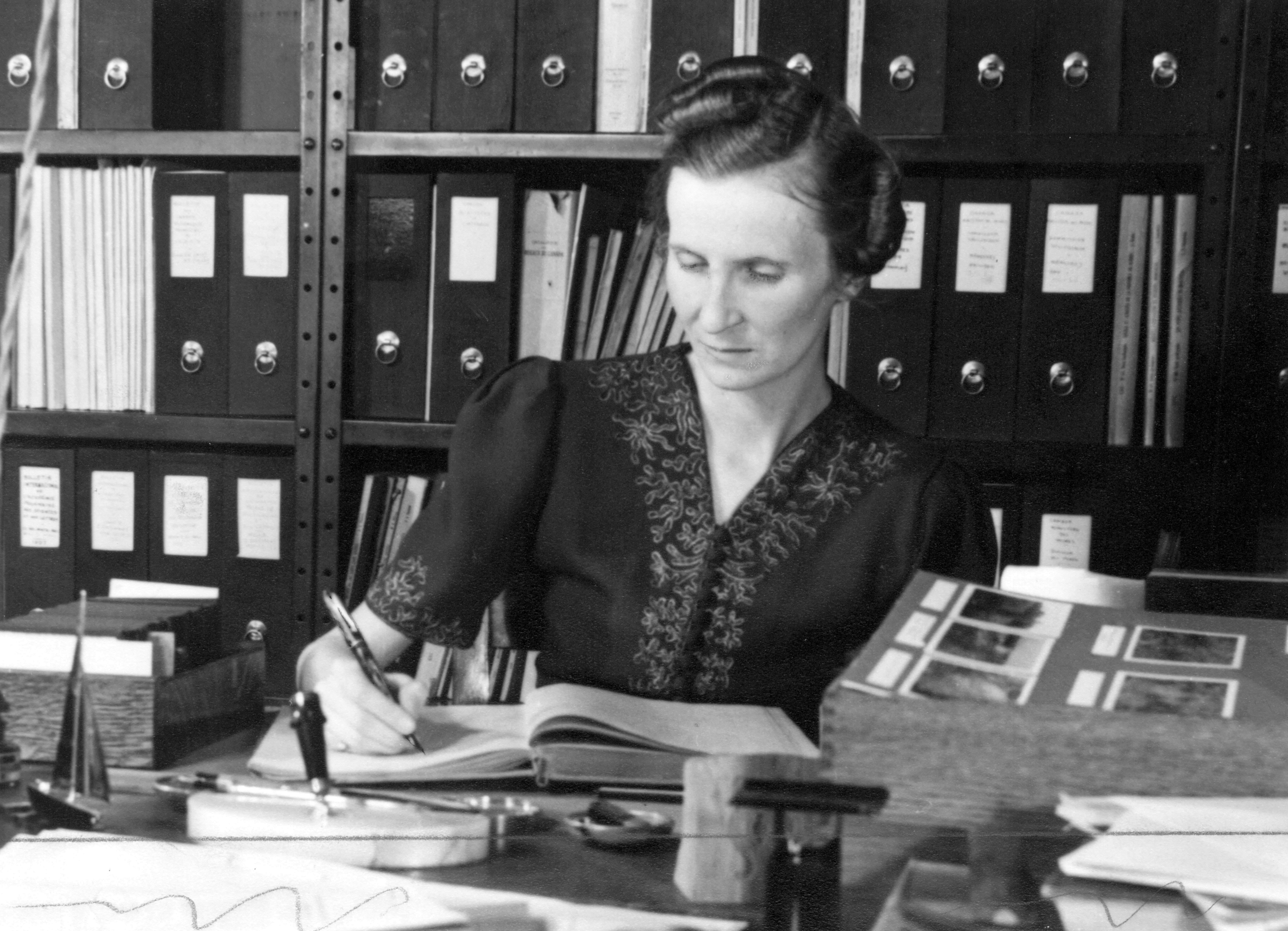
Marcelle Gauvreau (1939)

En tant que religieux et scientifique, il est choqué de voir des questions religieuses avoir préséance sur des questions scientifiques. Au fil des années, Marie-Victorin développe prudemment une pensée évolutionniste influencée par les travaux des chanoines belges Henry de Dorlodot et Victor Grégoire ainsi que par ceux de Pierre Teilhard de Chardin et d'Henri Breuil. Cette pensée, au début timide, s'affirme plus clairement durant sa carrière, renforcée par ses observations sur le terrain. Initialement opposé au darwinisme, jugeant que « l'évolution par sélection naturelle fut une grave erreur », Marie-Victorin en devient plus tard un ardent défenseur. Dans un plaidoyer publié dans Le Devoir en novembre 1926, il s'insurge contre le puissant courant anti-darwinien sévissant alors au sein de l'Église catholique, mais aussi plus précisément au Québec, où « même pour des gens instruits, les mots de transformisme, d’évolution, sont encore des épouvantails ». Pourtant, s'étonne-t-il, en Europe « nombre de transformistes convaincus égrènent leur chapelet et nombre d’excellents prêtres, ayant dit la messe, font des cours sur l’évolution dans les universités catholiques ». La théorie de l'évolution intègre ses propres recherches, si bien qu'il en fait état lors d'une allocution en 1929, durant le congrès de la British Association for the Advancement of Science, à l'Université de Cape Town, en Afrique du Sud. 
Plus tard, en 1940, il affirme que la formation religieuse devra changer si elle veut pouvoir s’adapter aux nouvelles réalités du monde. Dans une société catholique gouvernée par des interdits en matière de sexualité, Marie-Victorin adopte des positions particulièrement libérales sur le sujet. Alors qu'il était au Collège de Longueuil, il avait en effet ajouté à son programme d'enseignement des cours d’éducation sexuelle. La publication de ses correspondances intimes avec son assistante Marcelle Gauvreau révèle aussi sa fascination pour la sexualité que, « scientifique dans l’âme », il voyait comme « un nouveau continent s’ouvrant à l’exploration systématique ».

### Mort

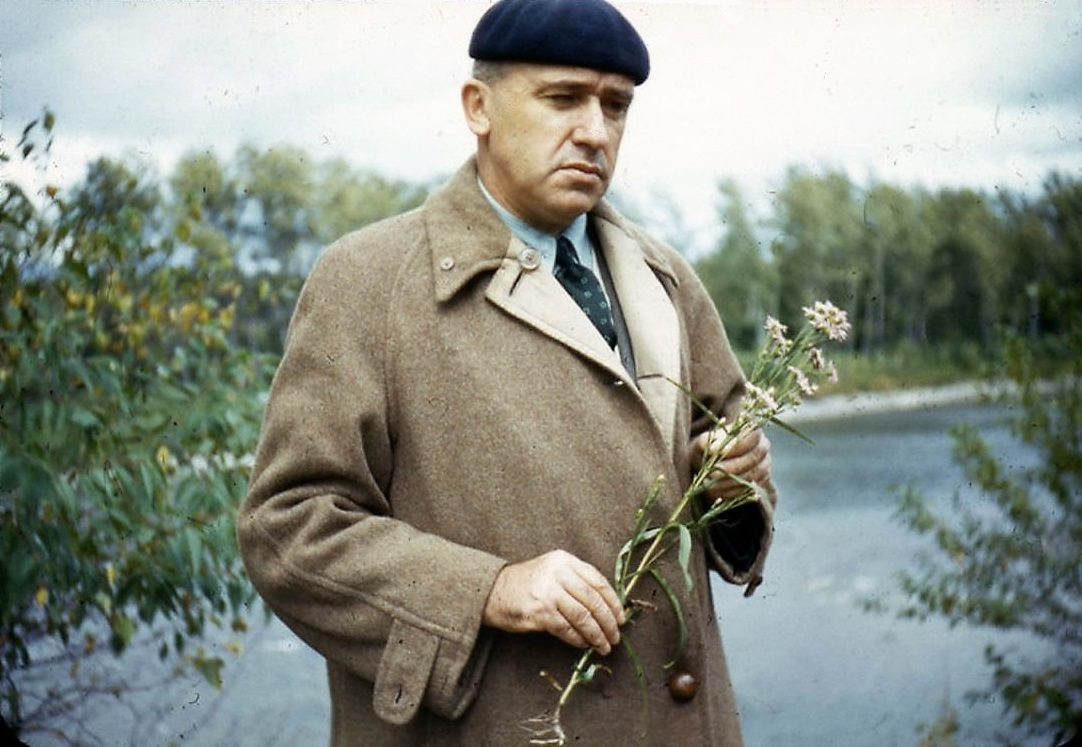
Marie-Victorin lors d'une expédition à Bonaventure, en Gaspésie (1940)

Tout au long de sa vie, Marie-Victorin a eu une santé fragile, si bien qu'il pensait mourir jeune de la tuberculose. Vers la fin de sa vie, souffrant de phtisie pulmonaire, d'hémorragies chroniques et de problèmes cardiaques, il passe ses hivers à Cuba, délaissant graduellement l'administration du Jardin botanique et de l'Institut botanique à ses collaborateurs Jules Brunel et Jacques Rousseau. Ceci ne l'empêche pourtant pas de poursuivre énergiquement ses recherches et de prendre part à des expéditions scientifiques. Le 15 juillet 1944, un peu plus d'un mois après son retour de Cuba, il prend part à une excursion à Black Lake avec quelques amis avec l'objectif de trouver la fougère rare Cheilanthes siliquosa. C'est au retour de cette expédition qu'il décède d'une crise cardiaque à la suite d'un accident d'automobile près de Saint-Hyacinthe. 
Le Québec apprend avec consternation le décès de l'éminent scientifique. Des échos se font entendre ailleurs dans le monde, en Amérique du Nord comme en Europe, où Marie-Victorin, un scientifique chevronné, est bien connu. Deux jours plus tard, le 17 juillet 1944, Le Devoir l'honore d'un obituaire en première page.

« La Mort vient de prendre, avec une effroyable soudaineté, l'un des plus grands, l'un des vrais grands hommes de notre pays, l'un de ceux dont le nom vivra quand tant d'autres, plus tapageurs, seront depuis longtemps oubliés, l'un de ceux dont l'œuvre bienfaisante se perpétuera à travers les générations.
Pour un certain nombre, pour ceux qui n'ont aperçu en passant que la surface des choses, le Frère Marie-Victorin peut n'être que le créateur du Jardin botanique. Cela suffirait à la gloire d'un homme; cela justifierait le mot du recteur de l'Université de Montréal qui qualifiait un jour de réalisateur de génie l'auteur de cette œuvre splendide.
Mais le Jardin botanique, pour considérable qu'il soit, pour grandiose qu'il devienne dans l'avenir, n'était que l'un des éléments de l'œuvre entreprise par le Frère Marie-Victorin, que l'une des formes de l'action qu'il menait depuis un quart de siècle. »

— Omer Héroux

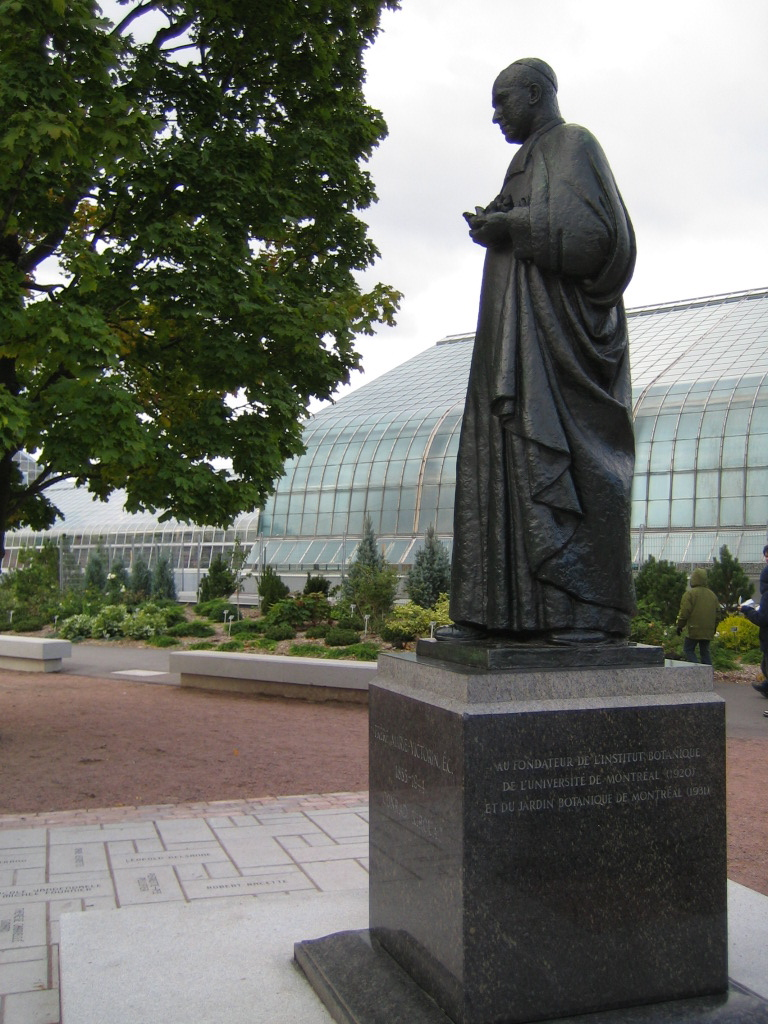
Statue de Marie-Victorin au Jardin botanique de Montréal

Des obsèques publiques sont célébrées dans la chapelle du Mont-Saint-Louis par l'archevêque de Montréal, Mgr Joseph Charbonneau, en présence de personnalités politiques ainsi que de nombreux amis, collègues, confrères, dont Jules Brunel, Roger Gauthier, Georges Préfontaine et Pierre Dansereau. Sur son cercueil, ses collègues du Jardin botanique placent un imposant tapis de fleurs, en souvenir de leur ancien directeur, auquel une importante foule vient rendre un dernier hommage. Marie-Victorin est inhumé au cimetière des Frères des Écoles chrétiennes au Mont-de-la-Salle, à Laval-des-Rapides. Sa dépouille sera éventuellement transférée au cimetière Notre-Dame-des-Neiges, à Montréal, en 1967.

### Vie privée
En 1990, le journaliste Luc Chartrand dévoile, dans un article du magazine L'Actualité, l'existence d'une correspondance intime entre Marie-Victorin et son assistante Marcelle Gauvreau. En 2018, les lettres de Marie-Victorin ont fait l'objet d'une publication par l'historien Yves Gingras : Lettres biologiques. Elles révèlent, entre les deux épistoliers, l'existence d'un amour qui semble être demeuré platonique, même si la sexualité, exprimée de manière précise et objective, est un thème central de leurs échanges. Marcelle Gauvreau est demeurée célibataire jusqu'à sa mort en 1968. Un an après la publication des lettres de Marie-Victorin, soit en 2019, les Lettres au frère Marie-Victorin, réponses de Marcelle Gauvreau à son mentor, sont publiées par Yves Gingras et Craig Moyes, le tout formant un ensemble représentant un grand intérêt historique, scientifique et littéraire. 

## Œuvre scientifique
Auteur d'un grand nombre de publications, on lui doit notamment la Flore laurentienne, un grand ouvrage décrivant la flore du Québec, qui compte 2 800 illustrations. Cet ouvrage, publié pour la première fois en 1935, qui a fait l'objet de multiples rééditions est toujours en vente.

## Œuvre littéraire

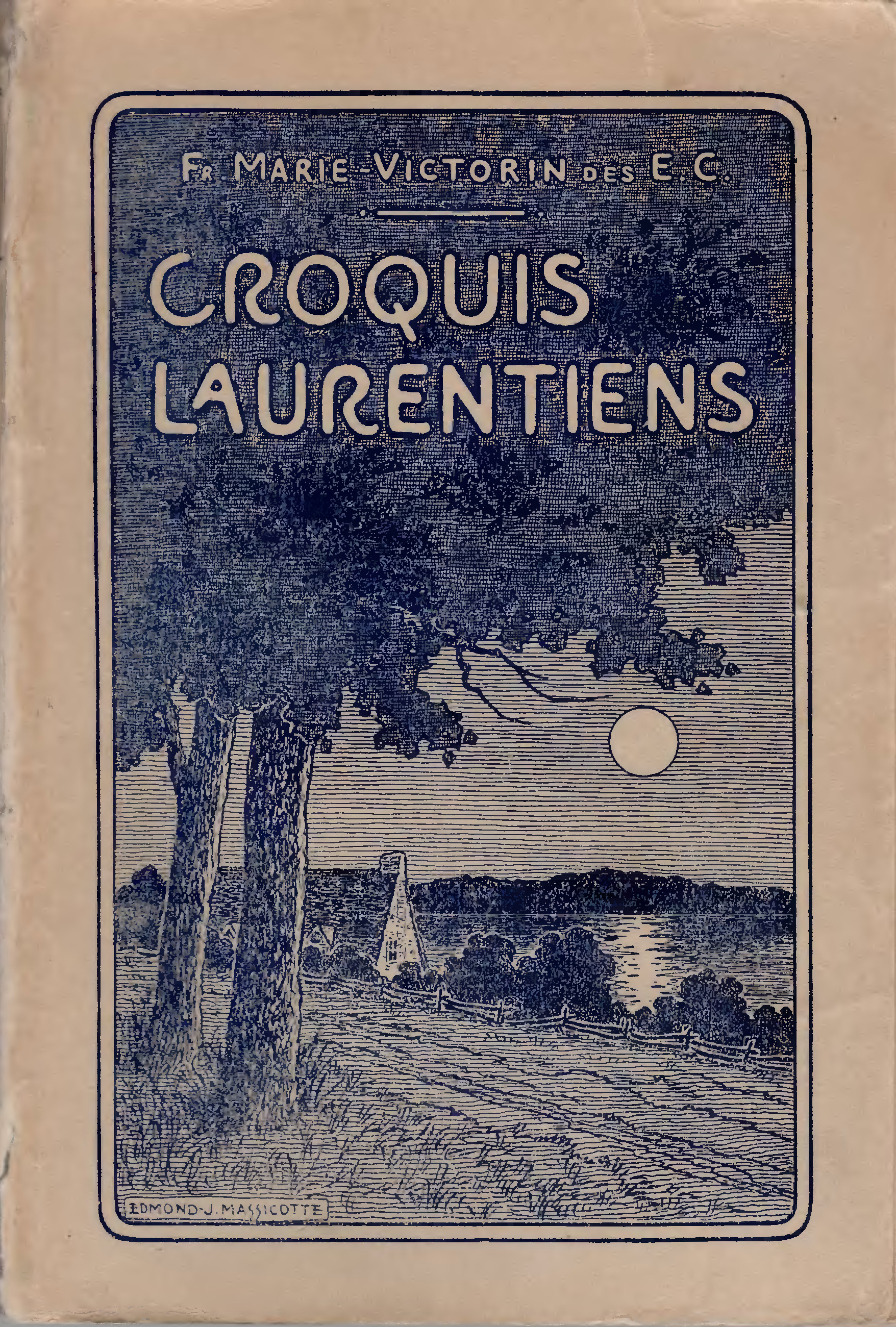
Page couverture des Croquis laurentiens (1920) de Marie-Victorin, illustrée par Edmond-Joseph Massicotte

Marie-Victorin était passionné de littérature (son auteur préféré étant Thomas Mann) et cela se reflète dans son œuvre. Entre l'âge de 18 ans et 35 ans, il tient un journal intime, plus tard publié chez les Éditions Fides, où il s'exprime sur divers sujets : littérature, politique, botanique et nationalisme.
En 1919, il publie Récits laurentiens, un recueil de nouvelles inspiré de la littérature du terroir, et en 1920, Croquis laurentiens, dans lesquels il raconte poétiquement son amour de la nature. 

## Éditions de l’œuvre
L’œuvre de Marie-Victorin comprend de nombreux travaux scientifiques (diffusés notamment dans les Contributions du Laboratoire de botanique de l'Université de Montréal, qui prennent plus tard le nom de Contributions de l'Institut botanique), mais également des récits littéraires, des écrits de vulgarisation scientifique, une riche correspondance, des journaux intimes, des discours et des textes d'opinion publiés dans les journaux de son époque, dont Le Devoir.
Une première bibliographie exhaustive des travaux de Marie-Victorin est présentée en 1934 par Georges Préfontaine, alors directeur de l'Institut de zoologie de l'Université de Montréal, dans la revue Opinions. Une seconde bibliographie réalisée par Marcelle Gauvreau, alors bibliothécaire de l'Institut botanique de l'Université de Montréal, est publiée dans les Annales de l'Acfas de 1938. Celle-ci rédige une troisième bibliographie, qui paraît en 1942 en annexe de l'ouvrage Marie-Victorin : ses idées pédagogiques de Louis-Philippe Audet. Cette dernière bibliographie a été mise à jour et corrigée en 1985 par Céline Arseneault, botaniste et bibliothécaire à la bibliothèque du Jardin botanique de Montréal, dans le Bulletin de la Société d’animation du Jardin et de l’Institut botaniques.

### Science

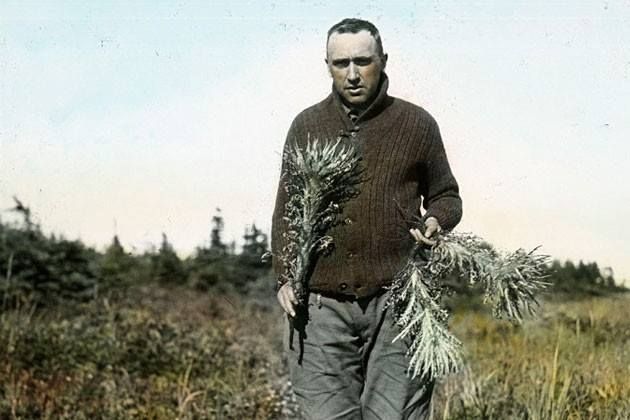
Conrad Kirouac avec un chardon de Mingan (1928), Réserve de parc national de l'Archipel-de-Mingan

- Marie-Victorin (ill. Frère Alexandre), Flore laurentienne : 3e éd. mise à jour et annotée par Luc Brouillet, Isabelle Goulet et al., Montréal, Presses de l'Université de Montréal, 1995, 1083 p. (ISBN 2-7606-1650-9)
- Marie-Victorin et Rolland Germain, Flore de l’Anticosti-Minganie, Montréal, Presses de l'Université de Montréal, 1969, 527 p.
- Marie-Victorin, frère É.C. (texte), Frère Alexandre [Blouin] (illustrations), Rouleau, Ernest, (édition remise à jour), Flore laurentienne, 1935 et 1964, 917 p., 22 cartes et 2 800 illustrations et Ouellette, Nichole (édition numérique), florelaurentienne.com, 1 800 p. html, 7 800 photos, 120 000 liens internes, index, catégories, recherches[55].
- Marie-Victorin (ill. Frère Alexandre), Flore laurentienne : 2e éd. ent. rev. et mise à jour par Ernest Rouleau, Montréal, Presses de l'Université de Montréal, 1964, 925 p. (ISBN 0-8405-0018-1)
- Marie-Victorin et Frère Léon, Itinéraires botaniques dans l'Île de Cuba, Montréal, Institut botanique de l'Université de Montréal, coll. « Contributions de l'Institut botanique de l'Université de Montréal / (troisième série) » (no 68), 1956, 227 p.
- Marie-Victorin et Frère Léon, Itinéraires botaniques dans l'Île de Cuba, Montréal, Institut botanique de l'Université de Montréal, coll. « Contributions de l'Institut botanique de l'Université de Montréal / (deuxième série) » (no 50), 1944, 410 p.
- Marie-Victorin et Frère Léon, Itinéraires botaniques dans l'Île de Cuba, Montréal, Institut botanique de l'Université de Montréal, coll. « Contributions de l'Institut botanique l'Université de Montréal / (première série) » (no 41), 1942, 496 p. (lire en ligne)
- Marie-Victorin (ill. Frère Alexandre), Flore laurentienne, Montréal, Imprimerie de La Salle, 1935, 917 p. (lire en ligne)
- Marie-Victorin, La Flore du Temiscouata : mémoire sur une nouvelle exploration botanique de ce comté de la province de Québec, Québec, Imprimerie Laflamme, 1916, 127 p. (lire en ligne)

### Fiction
- Marie-Victorin, Croquis laurentiens : Ed. présentée et préparée par André Gaulin avec la collaboration d'Aurélien Boivin, Montréal, Éditions Fides, 1982 (1re éd. 1919), 262 p. (ISBN 2-7621-1162-5)
- Marie-Victorin, Croquis laurentiens, Saint-Laurent, Bibliothèque québécoise, 2002 (1re éd. 1920), 248 p. (ISBN 2-89406-211-7, présentation en ligne)
- Marie-Victorin, Charles Le Moyne : drame canadien en trois actes, Montréal, Frères des écoles chrétiennes, 1925, 123 p. (lire en ligne)
- Marie-Victorin (préf. Ernest Bilodeau, ill. Edmond-Joseph Massicotte), Croquis laurentiens, Paris, Éditions Casterman, 1920, 248 p.
- Marie-Victorin (préf. Ernest Bilodeau, ill. Edmond-Joseph Massicotte), Croquis laurentiens, Montréal, Frères des écoles chrétiennes, 1920, 304 p. (lire sur Wikisource, lire en ligne)
- Marie-Victorin (préf. Albert Ferland, ill. Edmond-Joseph Massicotte), Récits laurentiens, Paris, Éditions Casterman, 1919, 212 p.
- Marie-Victorin (préf. Albert Ferland, ill. Edmond-Joseph Massicotte), Récits laurentiens, Montréal, Frères des écoles chrétiennes, 1919, 207 p. (lire sur Wikisource, lire en ligne)

### Correspondance, journaux intimes et textes choisis
- Marcelle Gauvreau, Lettres au frère Marie-Victorin. Correspondance sur la sexualité humaine, Montréal, Éditions du Boréal, 2019, 280 p. (ISBN 9782764625927, présentation en ligne)
- Marie-Victorin, Lettres biologiques : recherches sur la sexualité humaine : présentées par Yves Gingras, Montréal, Éditions du Boréal, 2018, 275 p. (ISBN 978-2-7646-2519-4, présentation en ligne)
- Marie-Victorin, Marie-Victorin à Cuba : correspondances avec le frère Léon : édition annotée par André Bouchard, Montréal, Presses de l'Université de Montréal, 2007, 220 p. (ISBN 978-2-7606-2066-7, présentation en ligne)
- Marie-Victorin, Mon miroir : journaux intimes, 1903-1920 : édition établie et annotée par Gilles Beaudet é.c. et Lucie Jasmin, Montréal, Éditions Fides, 2004, 816 p. (ISBN 2-7621-2569-3, présentation en ligne)
- Marie-Victorin, Science, culture et nation : textes choisis et présentés par Yves Gingras, Montréal, Éditions du Boréal, 1996, 186 p. (présentation en ligne)
- Marie-Victorin et Hermas Bastien (intro), Pour l'amour du Québec : choix de textes qui révèlent les cheminements d'une pensée et d'une vie consacrée au progrès de la nation canadienne-française, Sherbrooke, Éditions Paulines, 1971, 198 p. (ISBN 0-88840-153-1)
- Marie-Victorin, Confidence et combat : lettres (1924-1944), frère Marie-Victorin, é.c. : présentation et notes, Gilles Beaudet, é.c., Montréal, Lidec, 1969, 251 p.
- Marie-Victorin, Histoire de l'Institut botanique de l'Université de Montréal, 1920-1940, Montréal, Institut botanique de l'Université de Montréal, 1941, 70 p.

## Quelques espèces nommées par Marie-Victorin
- Taraxacum laurentianum
- Cirsium scariosum (chardon de Mingan)[56]
- Botrychium minganense (en)
- Senecio rollandii, nommé en hommage au Frère Rolland-Germain

## Honneurs
- Prix David en 1923,
- Prix David en 1931,
- Prix Gandoger, décerné en 1932 par la Société botanique de France,
- Prix de Coincy, en 1935, de l'Académie des Sciences de Paris,
- Prix Acfas Léo-Pariseau, en 1944.

## Hommages

### Au Québec

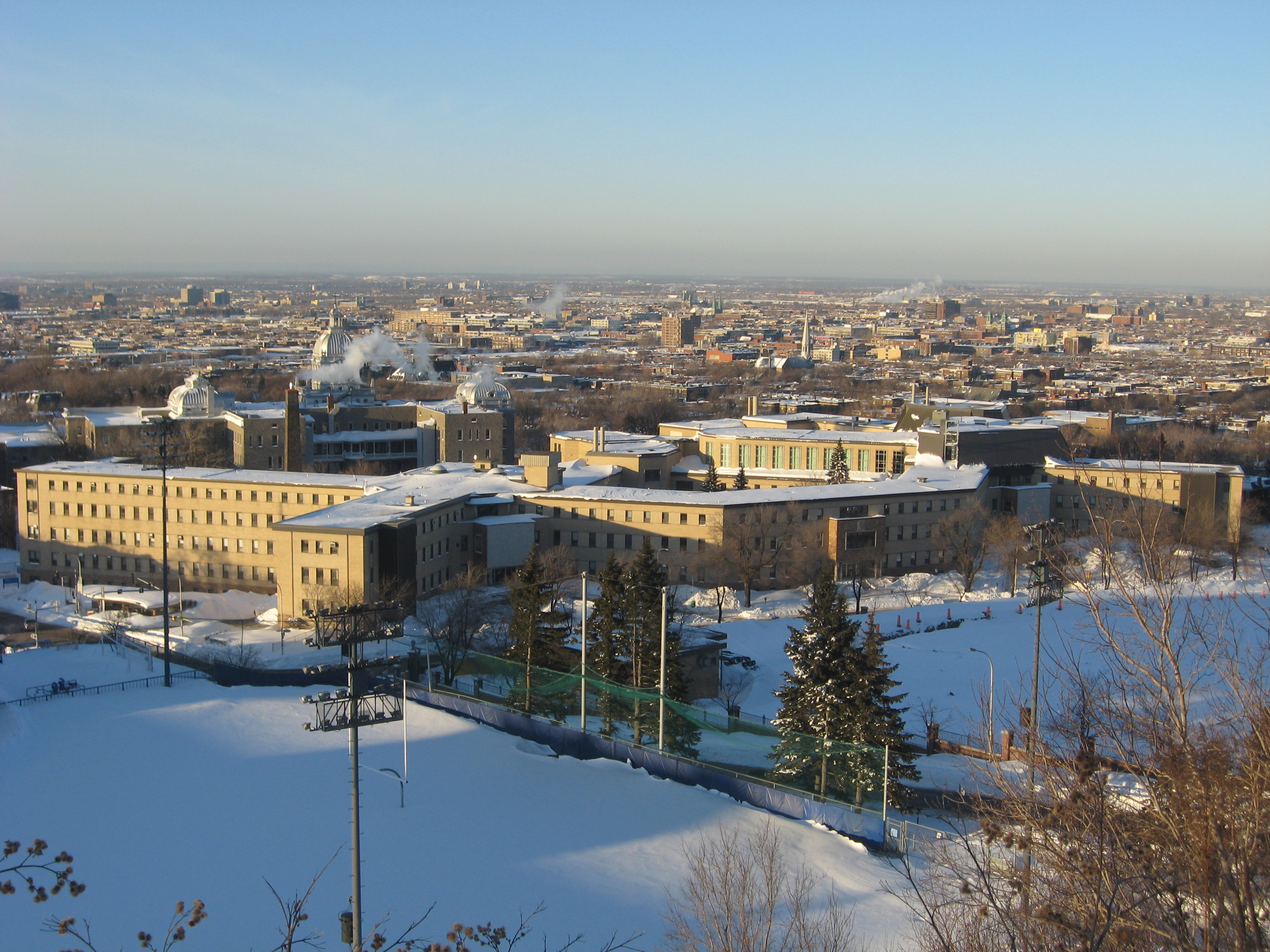
Pavillon Marie-Victorin de l'Université de Montréal

Le frère Marie-Victorin est une des personnalités québécoises du XXe siècle les plus honorées, notamment dans la toponymie.
- Des lacs, des cours d'eau, des îles, des montagnes portent son nom[57].
- De nombreuses voies de communication s'appellent Marie-Victorin, en particulier la route 132 au Québec qui s'appelle boulevard Marie-Victorin entre Montréal et Lévis (250 km). Des rues, avenues ou boulevards Marie-Victorin existent également dans plusieurs villes du Québec[57]. Il existe également une rue Conrad-Kirouac ainsi qu'une rue Marie-Victorin à Québec et une rue Kirouac à Longueuil en son honneur.
- Le prix Marie-Victorin, un des prix du Québec, récompense depuis 1977 un scientifique dans l'une des disciplines de sciences pures ou appliquées autre que le domaine biomédical.

#### Ville et grande région de Montréal

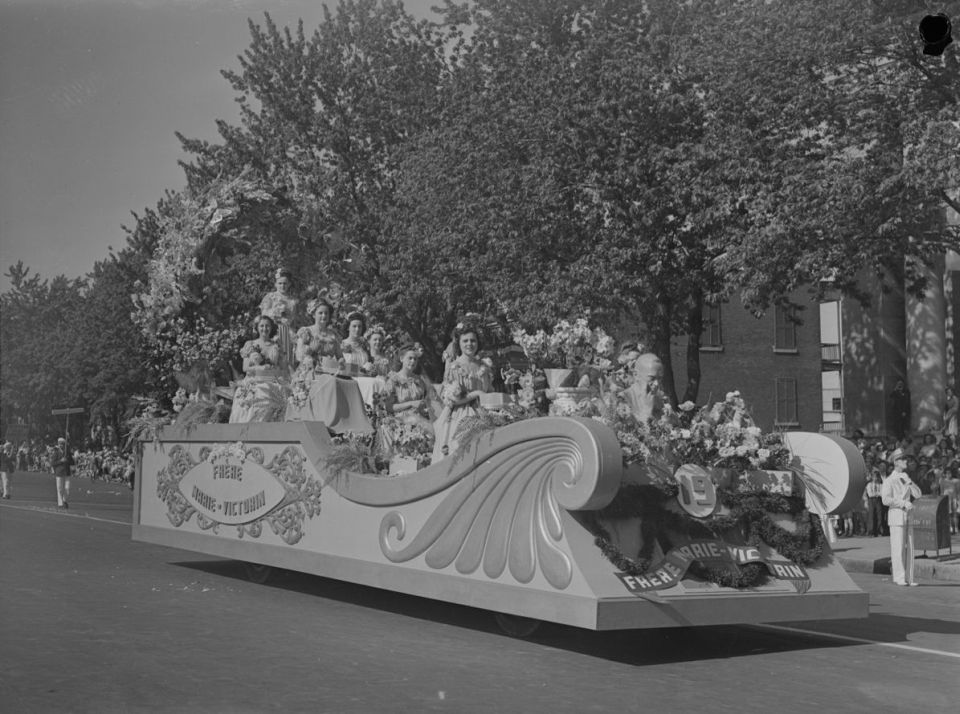
Char allégorique en son honneur lors du défilé de la Saint-Jean-Baptiste à Montréal, 1945

- En 1954, une statue à son effigie est érigée à l’entrée du Jardin botanique de Montréal, une œuvre de la sculpteure Sylvia Daoust.
- La circonscription électorale provinciale de Marie-Victorin se trouve à Longueuil.
- Le Cégep Marie-Victorin est un collège situé à Montréal.
- Le pavillon Marie-Victorin est un immeuble faisant partie du campus de l'Université de Montréal.
- La Commission scolaire Marie-Victorin administre l'enseignement sur une partie de la Rive-Sud de Montréal.
- L'école primaire Marie-Victorin est situé à Repentigny.
- Au Québec dans la ville de Varennes le vignoble Le Domaine du Fleuve a nommé un vin en son honneur.

#### Région de la ville de Québec
- À l’école secondaire De Rochebelle de (Québec), un pavillon important se nomme le Pavillon Marie-Victorin.
- La bibliothèque municipale de L'Ancienne-Lorette (Québec) porte son nom.

#### Région de l'Estrie
- Le parc Marie-Victorin a été fondé en 1985 à Kingsey Falls (Québec) en son honneur, à l'occasion du centenaire de sa naissance[58].
- Le pavillon Marie-Victorin (D6-D7) de la Faculté des sciences de l'Université de Sherbrooke.

### Ailleurs dans le monde
- Le Centre Marie-Victorin à Vierves-sur-Viroin en Belgique, est un centre d'étude, de recherche et d'éducation pour la conservation de la nature associé à la Faculté universitaire des sciences agronomiques de Gembloux sous l'égide des Cercles des naturalistes de Belgique.

## Au cinéma
Dans le film  Les Fleurs oubliées, qui est sorti en 2019,  le cinéaste André Forcier fait revivre le personnage du Frère Marie-Victorin dans une fable teintée de réalisme magique. 
En 2023, la cinéaste Lyne Charlebois réalise le film Dis-moi pourquoi ces choses sont si belles qui raconte l’histoire d’amour entre le frère Marie-Victorin et sa jeune assistante Marcelle Gauvreau. 

### Ouvrages
- André Bouchard et Francine Hoffman (collab.), Le Jardin botanique de Montréal : esquisse d'une histoire, Montréal, Éditions Fides, 1998, 111 p. (ISBN 2-7621-2057-8, présentation en ligne)
- André Lefebvre, Marie-Victorin, le poète éducateur, Montréal, Guérin éditeur, 1987, 203 p. (ISBN 2-920298-46-1)
- Gilles Beaudet, Frère Marie-Victorin, Montréal, Lidec, 1985, 64 p. (ISBN 978-2-7608-7018-5)
- Madeleine Lavallée (préf. Jules Brunel), Marie-Victorin : un itinéraire exceptionnel, St-Hubert, Éditions Héritage, 1983, 273 p. (ISBN 0-7773-5654-6)
- Pierre Couture, Marie-Victorin : le botaniste patriote (biographie romancée), Montréal, XYZ éditeur, 1996, 216 p. (ISBN 978-2-89261-161-8, présentation en ligne)
- Louis-Philippe Audet, Le frère Marie-Victorin. Ses idées pédagogiques, Québec, Éditions de l'Érable, 1942, 283 p.
- Robert Rumilly, Le Frère Marie-Victorin et son temps, Montréal, Les Frères des écoles Chrétiennes, 1948, 489 p.
- Yves Gingras, Pour l'avancement des sciences : Histoire de l'ACFAS, 1923-1993, Montréal, Éditions du Boréal, 1994, 272 p. (ISBN 978-2-89052-619-8, présentation en ligne)
- Yves Gingras, Luc Chartrand et Raymond Duchesne, Histoire des sciences au Québec : de la Nouvelle-France à nos jours, Montréal, Éditions du Boréal, 2008 (1re éd. 1987), 536 p. (ISBN 978-2-7646-0623-0, présentation en ligne)

### Articles et chapitres
- Francine Descarries-Bélanger, Marcel Fournier et Louis Maheu, « Le frère Marie-Victorin et les " petites sciences " », Recherches sociographiques, vol. 20, no 1,‎ 1979, p. 7–39 (lire en ligne).
- Gilles Beaudet, f.é.c., « L’action pastorale du Frère Marie-Victorin au Collège de Longueuil (1904-1929) », Sessions d'étude - Société canadienne d'histoire de l'Église catholique, vol. 51,‎ 1984, p. 67–79 (lire en ligne)
- Marcel Cailloux, « Souvenirs du frère Marie-Victorin, de son Institut et de son Jardin botanique », Liberté, vol. 39, no 6,‎ décembre 1997, p. 68–84 (lire en ligne)
- Olivier Perru, « Le frère Marie-Victorin (1885-1944) et l’évolution », Revue d'histoire des sciences,‎ janvier 2020, p. 89-116 (lire en ligne )
- Pierre Couture, « Kirouac, Conrad (baptisé Joseph-Cyrille-Conrad), dit frère Marie-Victorin », Dictionnaire biographique du Canada, vol. 17,‎ 2011 (lire en ligne)
- René Audet, « Frère Marie-Victorin, environnementaliste », Bulletin d'histoire politique, vol. 23, no 2,‎ hiver 2015, p. 32–47 (lire en ligne)
- Yves Gingras, « L’itinéraire du Frère Marie-Victorin, é.c. (1885-1944) », Revue d'histoire de l'Amérique française, vol. 39, no 1,‎ été 1985, p. 77–82 (lire en ligne)
- Yves Gingras, « Marie-Victorin à la recherche de la flore laurentienne », Cap-aux-Diamants, no 46,‎ été 1996, p. 26–29 (lire en ligne)
- Yves Gingras, « Les combats du frère Marie-Victorin », Revue d’histoire de l’Amérique française, vol. 58, no 1,‎ Été, 2004, p. 87–101 (lire en ligne)
- Yves Gingras, « Marie-Victorin : La Flore laurentienne », dans Claude Corbo, Monuments intellectuels québécois du XXe siècle, Sillery, Éditions du Septentrion, 2006, 300 p. (ISBN 9782894484500, présentation en ligne), p. 29-38
- Yves Gingras, « Figures marquantes de notre histoire: le Frère Marie-Victorin » , sur Fondation Lionel-Groulx, 12 août 2015

### Audiovisuel
- La fabuleuse histoire des sciences au Québec, épisode Les années 1920 : en avant la science!, Savoir média, 14 septembre 2022, 15 min.
- Luc Chartrand, «Le jardin secret du frère Marie-Victorin», à l'émission de télé Enquête, Radio-Canada, 8 février 2018, 25 min.
- Yves Gingras, «Marie-Victorin et les piliers de la recherche scientifique», 2e rencontre de la série Figures marquantes de notre histoire, 10 mars 2015, MAtv, 58 min.
- Nicole Gravel, Victorin, le naturaliste, Montréal, ONF, 1997, 52 min. (en ligne)
- Clément Perron, Marie-Victorin, Montréal, ONF, 1963, 24 min 37 s.